# Jan Fantl
Jan Fantl (* 11. Juni 1954 in Prag) ist ein deutscher Filmproduzent.

## Biografie
Jan Fantl wurde 1954 als Sohn des Regisseurs Thomas Fantl in der Tschechoslowakei geboren. Nachdem Thomas Fantl dort ein Arbeitsverbot bekommen hatte, zog die Familie 1957 nach Deutschland, wo Jan Fantl aufwuchs. Nach seinem Abitur 1975 wird er als Aufnahmeleiter bei Bavaria Film freiberuflich engagiert, zwei Jahre später wird er Regieassistent. Er arbeitete in dieser Zeit hauptsächlich an der Seite von Hajo Gies, dem er bei zahlreichen Filmen sowie Tatort-Episoden assistierte. Diese Zeit endete mit dem ersten Schimanski-Kinofilm Zahn um Zahn im Jahr 1984. Er wurde auch für Filme von Wolfgang Petersen (Planübung), Franz Peter Wirth (Wallenstein) und Peter Adam (Tatort) engagiert. Von 1985 bis 1987 war er Regisseur für die Fernsehserie Sesamstraße und im Vorabendprogramm. Parallel dazu arbeitete von 1981 bis 1988 er als Produzent, Autor und Regisseur in der Werbung und im Industriefilm.
1991 wurde er Line Producer. Im Rahmen dieser Tätigkeit war er für den isländischen Film Tár úr steini, den Island 1996 als Kandidaten für den Oscar für den besten fremdsprachigen Film einreichte. Der Fernseh-Pilot Der Clown fiel in seinen Verantwortungsbereich als ausführender Produzent.
Seit 1997 ist Jan Fantl als Produzent und Unternehmer tätig, wobei er sich darauf spezialisiert hat, Hollywood-Filme nach Europa zu holen, wie das Musical-Drama Beyond the Sea – Musik war sein Leben mit Kevin Spacey, Kate Bosworth, John Goodman und Bob Hoskins. Dessen Filmhandlung spielt zwar zum größten Teil in Amerika, gedreht wurde aber im Filmstudio Babelsberg und Berlin in Deutschland. Weitere Filme, die er koproduzierte, sind The Musketeer und A Sound of Thunder. 
Er lebt und arbeitet seit 2008 in Prag und seit 2011 in London.